# Copa txadiana de futbol
La copa txadiana de futbol (francès: Coupe du Tchad de football) és la principal competició futbolística per eliminatòries del Txad.
La competició començà el 1973. Durant els primers anys no se celebrà en diverses ocasions per la guerra civil i més tard, fins 1988 i els anys 2002 i 2003 per problemes financers. Del 2009 al 2012, la Coupe de Ligue de N'Djaména fou considerada copa nacional.

## Historial
Font:
- 1973: Gazelle FC
- 1974: Gazelle FC
- 1975-88: Desconegut
- 1989: Tourbillon FC
- 1990: Renaissance FC
- 1991: Postel 2000 FC 1-0 AS CotonTchad
- 1992: Massinya 2-0 Boussa
- 1993: Renaissance FC (Abéché) 3-2 Elect-Sport FC
- 1994: Renaissance FC
- 1995: AS CotonTchad
- 1996: Renaissance FC
- 1997: Gazelle FC
- 1998-99: AS CotonTchad
- 1999-00: Gazelle FC
- 2001: Gazelle FC
- 2002: No es disputà
- 2003: No es disputà
- 2004: Renaissance FC venç Espérance FC
- 2005: Renaissance FC venç Lion Blessé FC
- 2006: Renaissance FC
- 2007: Renaissance FC
- 2008: Tourbillon FC 4-1 Renaissance FC
- 2009: AS CotonTchad 3-0 ASBNF Koumra
- 2010: Tourbillon FC
- 2011: Foullah Edifice FC
- 2012: Gazelle FC
- 2013: Aslad Moundou 1-1 Renaissance FC [3-1 pen]
- 2014-15: Renaissance FC

## Coupe de Ligue de N'Djaména
- 2009: AS CotonTchad 4-3 (pen) Postel 2000 FC
- 2010: Foullah Edifice 2-1 (pr.) Renaissance FC
- 2011: Renaissance FC 2-1 (pr.) Foullah Edifice
- 2012: Elect-Sport FC 1-1 (4-3 pen) Renaissance FC
- 2013: Renaissance FC 1-0 Foullah Edifice
- 2014: Elect-Sport FC venç Renaissance FC